# 古代奥林匹克运动会
古代奥林匹克運動會是古希臘的運動和宗教性慶典。自公元前776年至公元394年，在古希臘城市奥林匹亞舉行共293屆，希臘世界的各城邦均会參加这一赛会。公元393年，罗马皇帝狄奥多西一世以革除異教为由宣布废除古代奥林匹克運動會（一說古代奥林匹克運動會是由其孫子狄奥多西二世在公元435年宣布废除），直到十九世纪法国人顾拜旦将其复兴。

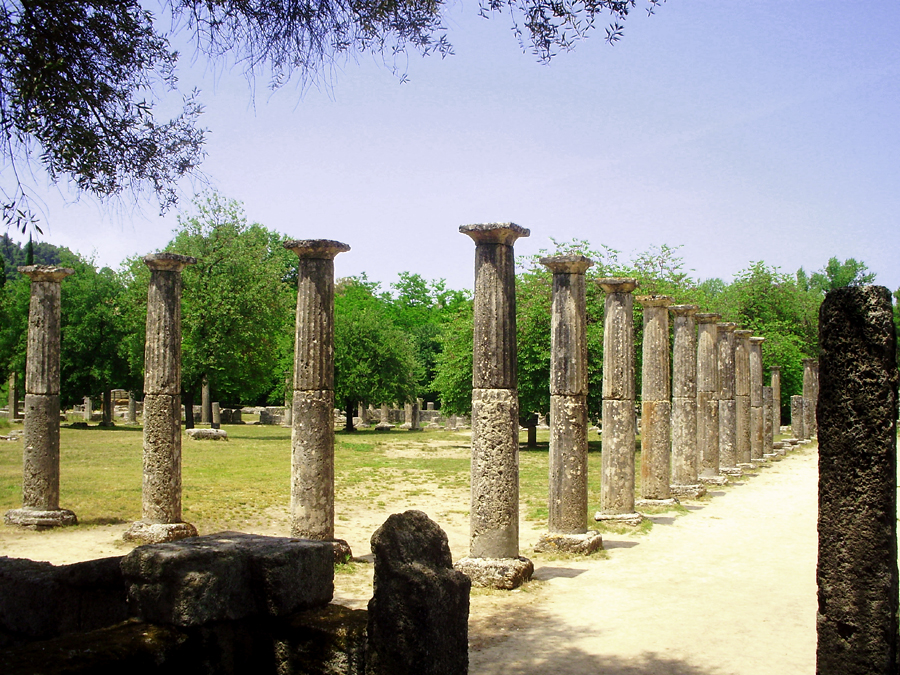
古希腊的运动场

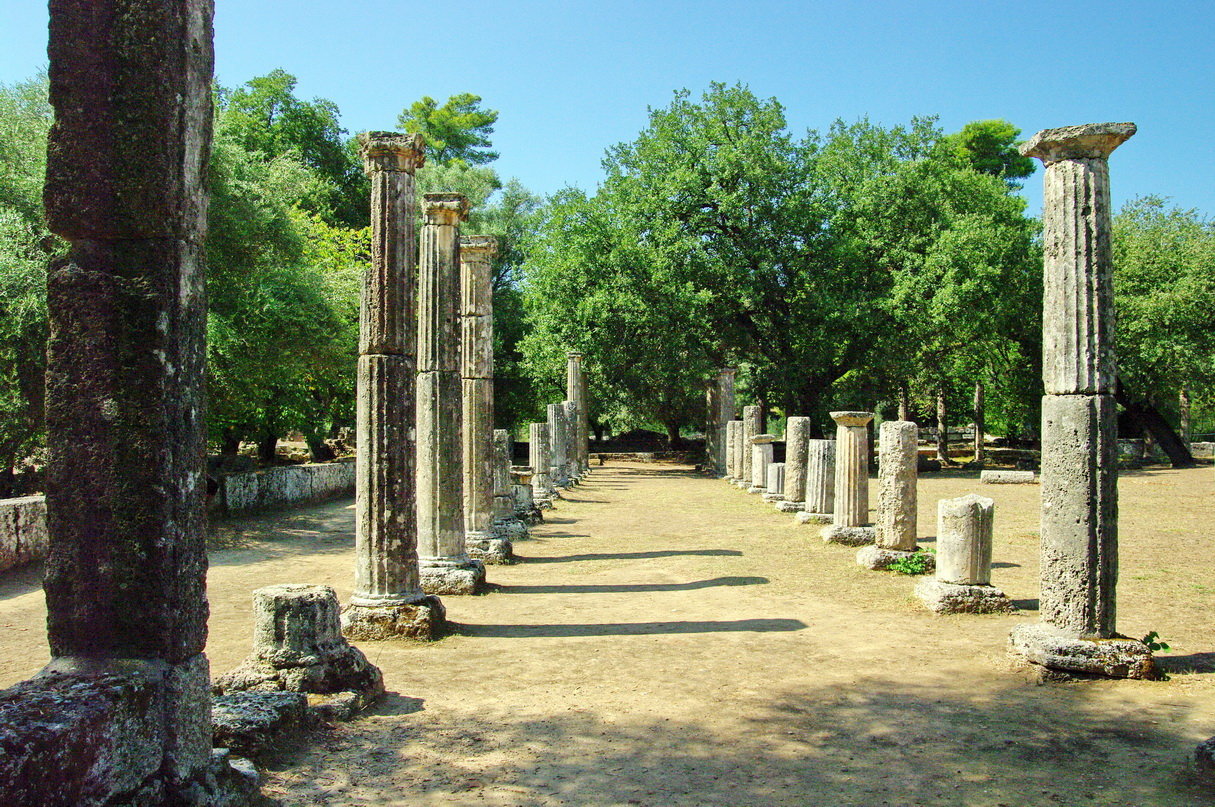
奧林匹亞的角力學校，一個專門訓練摔跤手和其他運動員的地方

## 起源
关于古希腊奥林匹克赛会起源有三种主要传说。
其一宙斯诞生说，该传说认为传说古代奥林匹克赛会是为了纪念宙斯而设立的。据说，宙斯在赛会的地点奥林匹亚降生，因此奥林匹亚成为宙斯的圣地。为了庆祝宙斯的诞生，希腊人开始举行奥林匹克赛会。
其二是赫拉克勒斯，该传说将奥林匹克赛会的起源归于希腊神话中的英雄赫拉克勒斯。据说，赫拉克勒斯在完成他的十二项功绩之后，来到奥林匹亚，为了庆祝他的胜利，举行了第一届奥林匹克赛会。这个赛会后来成为一项固定的传统，每隔四年举行一次。
第三种传说涉及到伊庇鲁斯国王伊菲亚。据说伊菲亚在奥林匹亚遇到了一只神秘的鹰，这只鹰给他带来了一个神圣的启示，要求他恢复已经被遗忘的奥林匹克赛会。伊菲亚随后前往德尔斐神庙求问阿波罗神，得到了肯定的答复，进而恢复了奥林匹克赛会。

## 历史
奧林匹亞靠近伊利斯與皮者位於今日的伯羅奔尼撒半島伊利斯一帶）。奧林匹亞的宙斯神殿中有一尊高12公尺以象牙與黃金鑄造而成的宙斯雕像，由菲迪亞斯雕塑。此宙斯神像也是古代世界七大奇觀之一。
奧林匹克競技大會每四年舉辦一次。其後，古希臘更利用古奧運會期作為紀年之用，兩屆古奧運會之間的時間就叫作。一般相信公元前四世紀的歷史學者首先採用這個字紀錄時間，作用就像現代使用的“公元”一樣。在這之前，希臘各城邦有自己的紀年系統，因而引起混亂．採用奧運會期記錄時間之後，各城邦仍沿用自己的系統記錄本土的事件．
奧林匹克競技大會是每四年舉辦一次，後來古希臘所採用的紀年法都與競技會有不可磨滅的關係。狄奧多羅斯说道在第117届古代奥运会时有一次日食，这一定是公元前310年那一次。我们可以据此推算出第一届古代夏季奥运会的举行时间是公元前776年。不过，对于第一届古代奥运会是否在当时举行仍然有争论。
根据保萨尼亚斯，当时举行的唯一一项竞技是 —— 大约190米的赛跑，据说赛程由赫拉克勒斯的脚长为度量。英文一词即起源于此。
各方人馬都想奪得奧林匹亞這個聖地和奧運會的控制權，以獲得威望和政治好處。
保薩尼亞斯記述在公元前668年．Pisa委託阿爾戈斯統治者Pheidon從Elis手中奪取奧林匹亞。Pheidon成功佔領奧林匹亞並且控制當年的競技大會。第二年，Elis重奪奧林匹亞。
雅典作家色諾芬紀錄公元前364年的一次衝突。這一年，Pisans控制了古奧運，Elean在“五項運動”項目的決賽時，進行襲擊。防禦一方節節敗退，Elean把防衛者迫近祭壇，才因招架不住從門廊那裡來的投射物而撤退。這一夜，防衛者阿卡迪亞人建造了防衛用的堅固木柵。第二天早上，Elean看到這些木柵後撤退。
与Elis或Pisa冲突有关，婦女的第一被認可的参赛是Heraea比賽，举行在奧林匹克體育場內。 它最初包括了仅竞走，如同男子的競爭。約西元175年的一些文本，包括Pausania 希臘的描述，描述了Hippodameia出于她对她与Pelops婚姻的感激,她會集了叫作“十六女性”的小組，并且Heraea比賽的管理者。 其他文本表明“十六女性”是從Pisa与Elis之争的调解人，由於她们的政治能力，她们適合Heraea比賽的管理員。
公元前12年大希律王提供了財政上的支援，奧運會因而能繼續營運。
奧林匹亞競技大會是泛希臘競技的一部分，泛希臘競技有四個競技比賽。個別競技比賽每兩年或四年舉行一次，但是每年至少會舉行一個競技比賽。其中奧林匹亞競技大會在各泛希臘競比賽中，是最重要和最具聲望的。
最後，奧林匹亞競技大會在歷史上的消失有兩種說法：第一種說法是由古羅馬皇帝狄奥多西一世於西元393年宣布禁止這項比賽，第二種說法是由其孫子狄奥多西二世於西元435年宣布禁止這項比賽。奧林匹亞比賽場地的舊址則是在西元6世紀所發生的大地震之中被毀壞。

## 赛程安排
古代奥林匹克运动会举办日期在夏至之后，会期共五天，前两天为祭神日，第三天及第四天为运动会比赛，最后一天为颁奖日及庆祝活动。比赛开始前一天由裁判带领参赛选手至神坛前祈祷宣誓，必须作公正比赛和公平裁判。　　

## 参赛条件
古代奥林匹克运动会对于运动员参赛的条件规定非常严格，必须符合以下条件才可以参加比赛：
- 参赛选手必须为纯正的希腊人，且父母必须是希腊血统。
- 在道德上或政治上必须无缺点，没有不良纪录。
- 必须经医师检验，证明其体格健全。
- 必须有超过八位以上的裁判员证明其已有十个月以上的训练。

参加比赛之前，所有参加比赛的选手必须集中到奥林匹亚的健身房训练，由裁判员身兼训练员，对运动员实施训练，让运动员的体能和技能都能符合奥运会的比赛标准。
古代奥运会禁止女性参赛，女性不但被禁止参加比赛，且不允许观赏比赛。如果违反此一禁令，违规者将被处以极刑。

## 比賽项目
與現代的奧運不同，古奧運規定只有能說希臘語的自由人才會獲准參加比賽。不過在某層次來說，古奧運還是有它“國際化”的一面：參加古老競技會的人來自希臘地區各城邦。再者到了後期，希臘殖民地都會派出參加者，古奧運競技賽伸展遠至地中海以及黑海沿岸。
參加者要符合古奧運的參賽資格和把名字登記在名單之上，才能參與競技。看來只有年輕人才會獲准參加比賽。希臘作家普魯塔克（Plutarch）敘述一個年輕人不獲准參加競技賽。原因是他的外貌太成熟。年輕人的情人向斯巴達的國王說項之後，可能是由於斯巴達國王證明他的年齡，這個年輕人獲准參與競技。每個運動員都要在宙斯（Zeus）的塑像之前，發誓宣稱自己已經接受10個月的訓練，才能正式參加競技賽。

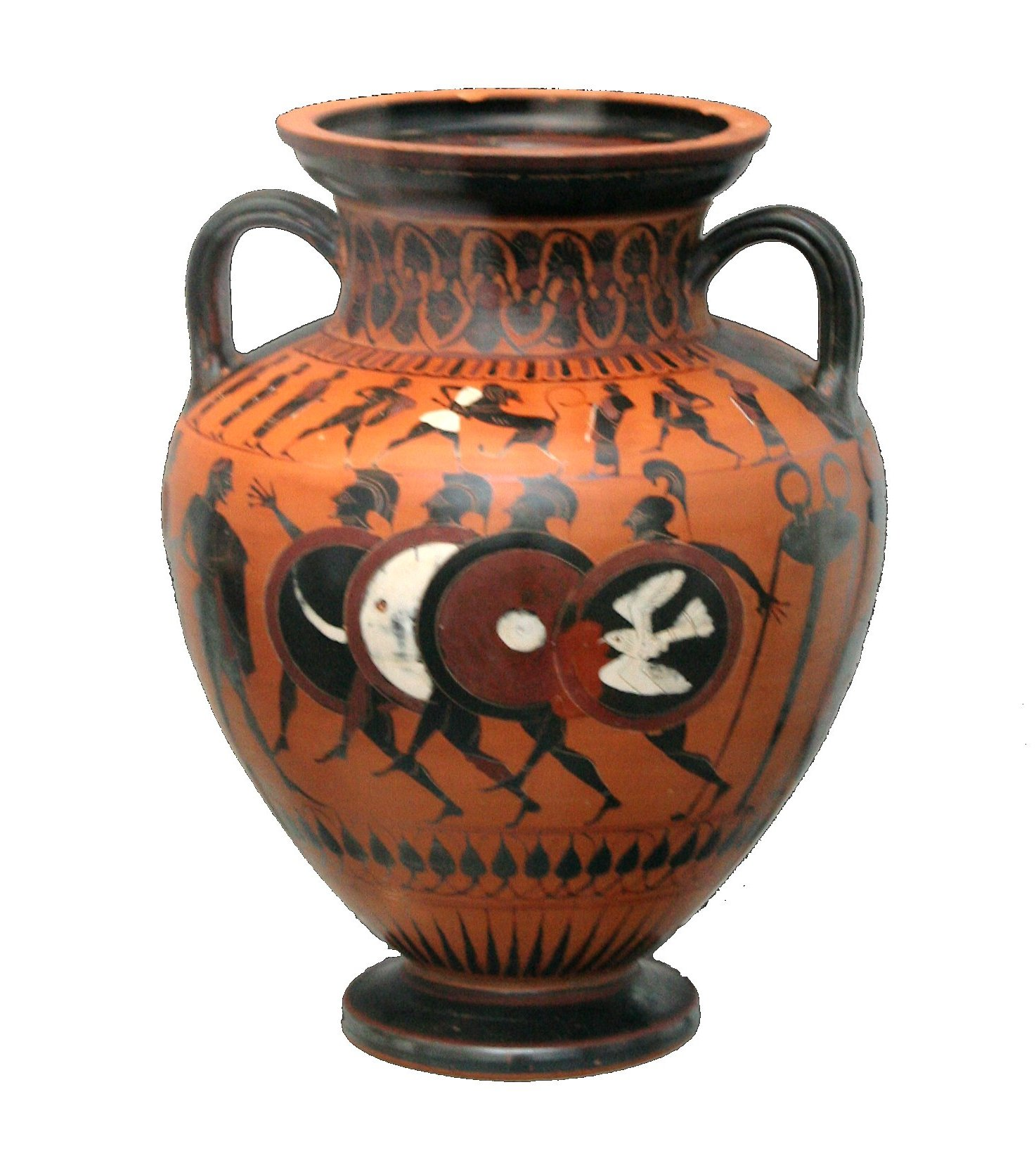
hoplitodromos

經過日積月累，比賽項目亦隨之增加：拳擊（pygme/pygmachia）、（pale）、古希臘式搏擊（pankration）（與現代的混合格鬥相似）、 戰車競賽、幾個其他的賽跑項目（中短跑、中距離跑、長距離跑及武裝賽跑），以及包含、「短跑」、「跳遠」、「擲標槍」和「擲鐵餅」的五項運動﹙其中後三項競賽非單獨的項目﹚。
拳擊是比較殘暴的體育項目，最初使用較軟的皮革包住手指，但最後一些附有金屬的皮革也被使用。
在戰車競賽項目，駕馭戰車的車手並不算作參賽的人。在此項目，參賽者是戰車的擁有人或團體。因此一個人可以在同一項比賽中贏得多個獎項。愈來愈多的競賽項目，使到古奧運的會期由一天增至五天。當中三天用作競賽，餘下的兩天則用作舉行各種儀式。在最後的一天，大會會舉行盛宴款待所有參加者，食物包括100隻牛。這些牛是在第一天用來供奉宙斯的祭品。
競賽項目的勝利者除了獲得橄欖枝之外，也會從全個希臘地區（尤其是他們的家鄉）得到無上光榮。勝利者很多時會獲得家鄉給予大筆金錢。雕刻家會為他們做雕像，詩人會為他們譜頌歌。
有一些考古學家相信在奧運競技賽期間，各城邦會停止戰爭，讓各運動員和觀賽的人能安全抵達奧運場地。不過，另一些考古學家認為各城邦並沒有休戰，它們只是允許在服役的運動員離開軍隊，前往參加奧運競技賽。
只有男性才可以參加奧運競技賽，唯一例外的是馬術運動，女性也可以參與其中。在公元前396年，斯巴達公主斯尼斯卡的馬匹為她贏得戰車項目。在公元前392年，她再獲此殊榮。
運動員通常全裸參賽，并全身涂上橄榄油。这不單是為了配合天氣，更是一種讚美身體的表現。
第一屆奧運會中唯一的競賽項目就是田徑賽，跑道長大約190米。
不同于現代賽跑比賽姿式，賽跑者（同一起跑線上有20多個賽跑者）以完全直立站姿開始起跑，其手臂向前伸展，如果出現平局現象，賽跑將重新進行。
古代奧運會所記錄的的第一個冠軍是來自伊利斯城邦的科諾布斯，他之前是一位麵包師傅。科諾布斯贏得冠軍的時間是公元前776年，他取得冠軍時並未頒發給金牌，而是接受了一個橄欖枝，這是最高榮譽的象征。現今伊利斯城邦仍存在著，現在有居民大約150人。
通常認為奧運會赤裸身體比賽是于公元前720年開始，這很可能是斯巴達人或麥加拉‧奧西普斯引入的。從此之後才有了“體育館”一詞，該詞起源于希臘字“Gymnos”，意思是“裸體”。比賽時運動員赤裸身體意味著向天神貢獻禮物，並鼓勵對男性身體進行美感評價。
當運動員裸體進入賽場時，他們將戴著“陰莖扣鎖”：將包皮拉長，用一根細繩將拉長的包皮捆扎起來，從而避免龜頭暴露，在古代希臘龜頭暴露是禁止的。這種陰莖扣鎖通常系在腰部，使陰囊暴露出來，或者用細繩纏著陰莖向上卷曲。但並不是所有運動員都必須佩戴陰莖扣鎖。
奧運會是四大運動會賽事之一，這四項運動會賽事每四年的周期中各舉行一次，其他三個體育賽事分別是皮斯安運動會、尼米安運動會和伊斯米安運動會。但是奧運會最為重要。

## 著名运动员
- 雅典运动员：
  - Aurelios Zopyros (Junior fist-fight)
- 罗得岛运动员:
  - Diagoras of Rhodes (Boxing 79th Olympiad, 464 BC) and his sons Akusilaos and Damagetos（拳擊及古希臘式搏擊）
  - Leonidas of Rhodes (Running: stadium, diaulos and hoplitodromos)
- 克罗同运动员:
  - Astylos of Croton (Running: stadium, diaulos and hoplitodromos)
  - Milo of Croton （摔跤）
  - Timasitheos of Croton （摔跤）
- 其他城市运动员:
  - Chionis of Sparta (Running: stadium, diaulos.  Long and Triple Jump)
  - Koroibos of Elis (Stadion)
  - Theagenes of Thasos（古希臘式搏擊）
- 非希腊运动员:
  - 提庇留 (steerer of a four-horse chariot)[5]
  - 尼禄 (steerer of a ten-horse chariot)
  - 瓦拉兹达特，亞美尼亞王國王子（後來成為國王） (last known Ancient Olympic boxing victor during the 291st Olympic Games in 388)

### 引用
1. ↑  "The Athletics of the Ancient Olympics: A Summary and Research Tool" by Kotynski, p.3 (Quote used with permission).  For the calculation of the date, see Kotynski footnote 6.
2. ↑  See, for example, Alfred Mallwitz's article "Cult and Competition Locations at Olympia" p.101 in which he argues that the games may not have started until about 704 BC.  Hugh Lee, on the other hand, in his article "The 'First' Olympic Games of 776 B.C." p.112, follows an ancient source that claims that there were twenty-seven Olympiads before the first one was recorded in 776.  There are no records of the Olympic victors extant from earlier than the 5th century BC.
3. ↑  . Encarta. March 23, 2006  [2006年5月24日]. （原始内容存档于2006年5月4日）..
4. ↑  .   [2013-09-09]. （原始内容存档于2019-05-02）.
5. ↑  Tiberius, AD 1 or earlier - cf. Ehrenberg & Jones, Documents Illustrating the Reigns of Augustus and Tiberius [Oxford 1955] p. 73 (n.78)